# Tayasal

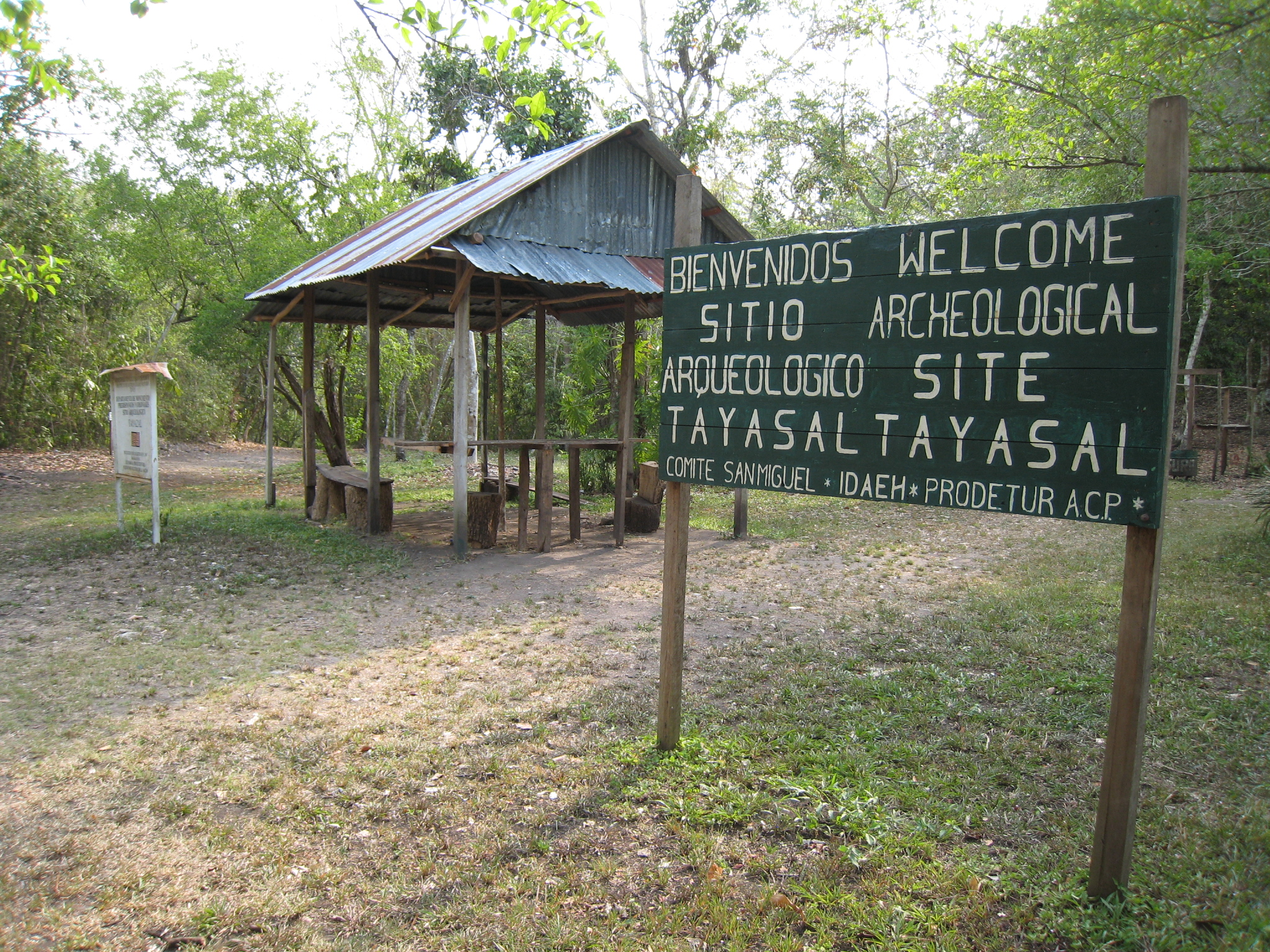
Eingang zur archäologischen Fundstätte Tayasal.

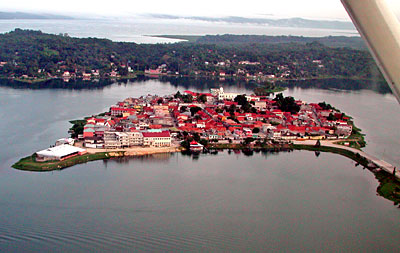
Flores am Petén-Itzá-See wurde auf den Trümmern der Itzá-Metropole Tayasal gebaut.

Tayasal, auf Mayathan bzw. Itzá Noh Petén („Stadtinsel“) oder Tah Itzá („Ort der Itzá“) war ein Maya-Stadtstaat der Itzá-Ethnie, gelegen im Norden des heutigen Guatemala. Es war der letzte, bis 1697 unabhängige Maya-Staat. Auf seinen Ruinen errichteten die Spanier die Stadt Flores.

## Lage
Tah Itzá befand sich auf einer Insel im Petén-Itzá-See im heutigen guatemaltekischen Departamento Petén. Auf Grund dieser Lage war die Stadt gut zu verteidigen.

## Geschichte
Nach der Zerstörung von Chichén Itzá zogen die Itzá südwärts an den Petén-Itzá-See, wo sie 1194 auf einer Insel ihre neue Hauptstadt Tayasal gründeten.
Hernán Cortés kam 1523 auf seinem Marsch nach Honduras bei der Verfolgung von Cristóbal de Olid, kurz nachdem er den Aztekenkönig Cuauhtémoc in Itzamkanac hatte hängen lassen, mit einer Armee von Spaniern und etwa 600 Chontal-Mayas durch Tayasal. Dabei traf er den Itzá-Herrscher, Ah Kaan Ek („Schwarze Schlange“, hispanisiert Canek), und hielt mit ihm eine katholische Messe ab. Die Spanier ließen ein sterbendes Pferd zurück. Aus Furcht davor, dass die Spanier die Itzá für den Tod des Pferdes verantwortlich machen würden, bauten sie als Ersatz ein hölzernes Pferd.
Nach der Eroberung Guatemalas und Yucatáns versuchten die Spanier wiederholt, Tah Itzá einzunehmen. Ein Angriff unter Hernán Cortés im Jahre 1541 wurde von den Itzá-Kriegern abgewehrt.
1618 besuchten zwei Jesuitenpriester in Begleitung mehrerer hundert Indigener aus Belize die Stadt Tah Itzá und wurden zunächst freundlich empfangen. Als die Priester sahen, dass die Itzá das in der Zeit von Cortés errichtete hölzerne Pferd Tzimin Chac („Pferd des Donners“) anbeteten, zerstörten sie es, und es kam zum Streit. Der Herrscher der Itzá, ebenfalls mit Namen Ah Kaan Ek, ließ die Spanier vertreiben.
Es gab mehrere erfolglose militärische Eroberungsversuche der Spanier, so 1685 von Belize, 1687 von Alta Verapaz sowie 1691 und 1695 von Yucatán aus. Der Gouverneur von Yucatán Martín de Ursúa y Arizmendi stellte schließlich eine spanische Armee aus Einheiten von Tabasco und Yucatán zusammen. Sie stürmte am 13. März 1697 die letzte freie Maya-Stadt. Dabei kamen auch Kampfschiffe zum Einsatz, die von der Küste herangebracht und am Ufer des Petén-Itzá-Sees zusammengesetzt wurden.

## Trivia
Der historische Roman Die Mayapriesterin von Andreas Gößling beschreibt die Ereignisse aus Sicht der beiden genannten Jesuitenpriester.